# وادي ابو الحيات
وادي أبو الحيّات هو وادٍ موسمي طويل وشديد الانحدار يقع في جنوب صحراء برية الخليل. يبدأ الوادي من منطقة تل زيف وخربة أريستوبوليا جنوب شرق برية الخليل وينتهي عند اتصاله بالبحر الميت، بين وادي العُريجة من الجنوب ووادي المحرس من الشمال.
يبلغ طول الوادي حوالي 17 كيلومترًا بينما تُقدَّر مساحة حوض تصريفه بنحو 180 كيلومترًا مربعًا.

## الجغرافيا
مع تعمق أبو الحيّات في الصخور الكلسية الصلبة للهضبة الشرقية لصحراء برية الخليل، يتحول مجراه من قناة سطحية ضحلة إلى وادٍ ضيق وعميق يحتوي على عدة شلالات صغيرة تتخللها برك طبيعية كبيرة تحتفظ بكميات كبيرة من المياه.
يؤدي هذا الوادي إلى شلال رئيسي يزيد ارتفاعه عن 100 متر، وعند قاعدته توجد كُوّة كبيرة تشكلت بفعل تآكل الطبقة السفلية من الجرف والمكونة من صخور أكثر ليونة. بالقرب من قاعدة الشلال يتدفق نبع موسمي، كما يضم مجرى الوادي شلالين إضافيين ويبلغ ارتفاع الأكبر منهما حوالي 50 مترًا، أما طول الوادي العميق بأكمله حتى خروجه من منحدرات الانكسار الجيولوجي فيبلغ نحو 5 كيلومترات.
الرافد الرئيسي لوادي أبو الحيّات هو وادي خولِد، كما يُعرف أيضًا باسم وادي حَبْرة او وادي الأفاعي.

## علم الآثار
في منحدرات وادي أبو الحيّات عُثر على اكتشافات أثرية مهمة داخل كهفين: كهف الرعب الواقع في الجرف الجنوبي للوادي وكهف الرسائل في الجرف الشمالي. فوق كلا الكهفين عُثر على معسكرات حصار رومانية.
داخل الكهوف وُجدت وثائق وأدوات تعود لفترة ثورة بار كوخبا، بالإضافة إلى العديد من هياكل عظمية تعود إلى مقاتلي بار كوخبا وعائلاتهم. في كهف الرسائل، عُثر على أرشيف خطابات منظم يعود لامرأة تُدعى باباثا بنت شمعون، إلى جانب رسائل عديدة كتبها شمعون بن كوسيبا (بار كوخبا) إلى زعماء عين جدي، وهما يهوحنان بن بَعْيا ومسَبَلا بن شمعون.

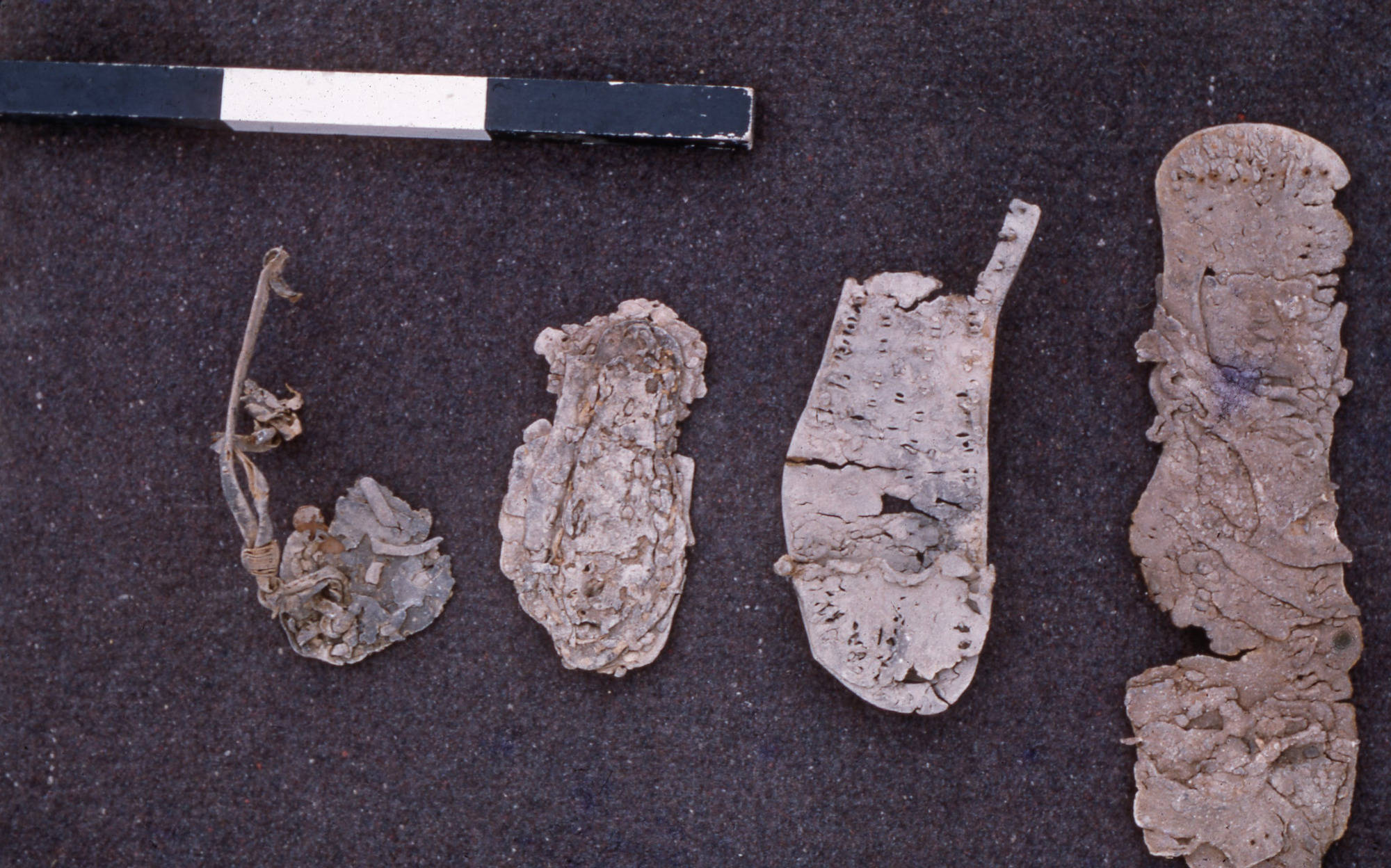
حفريات الاثار

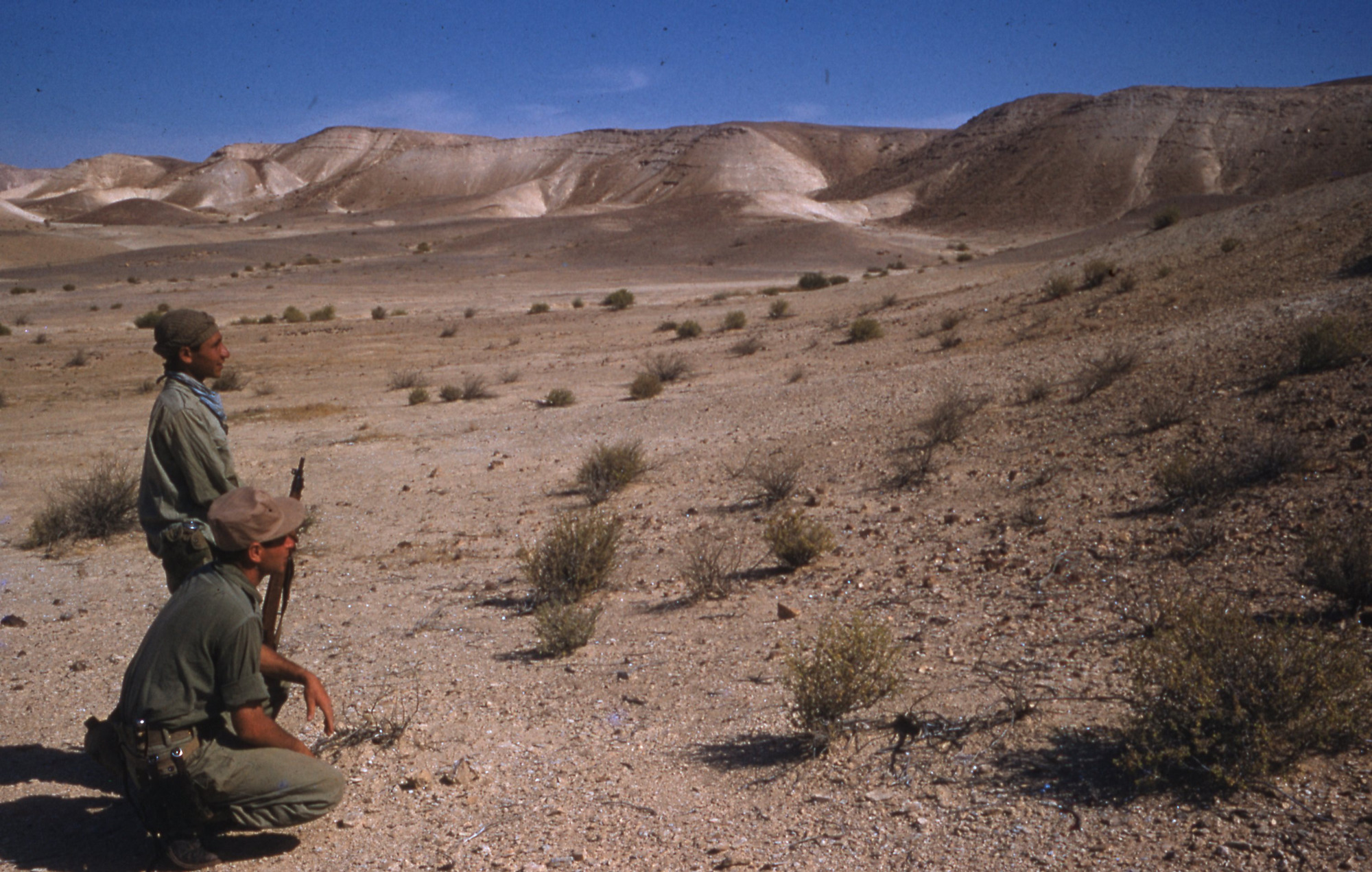
صحراء الخليل

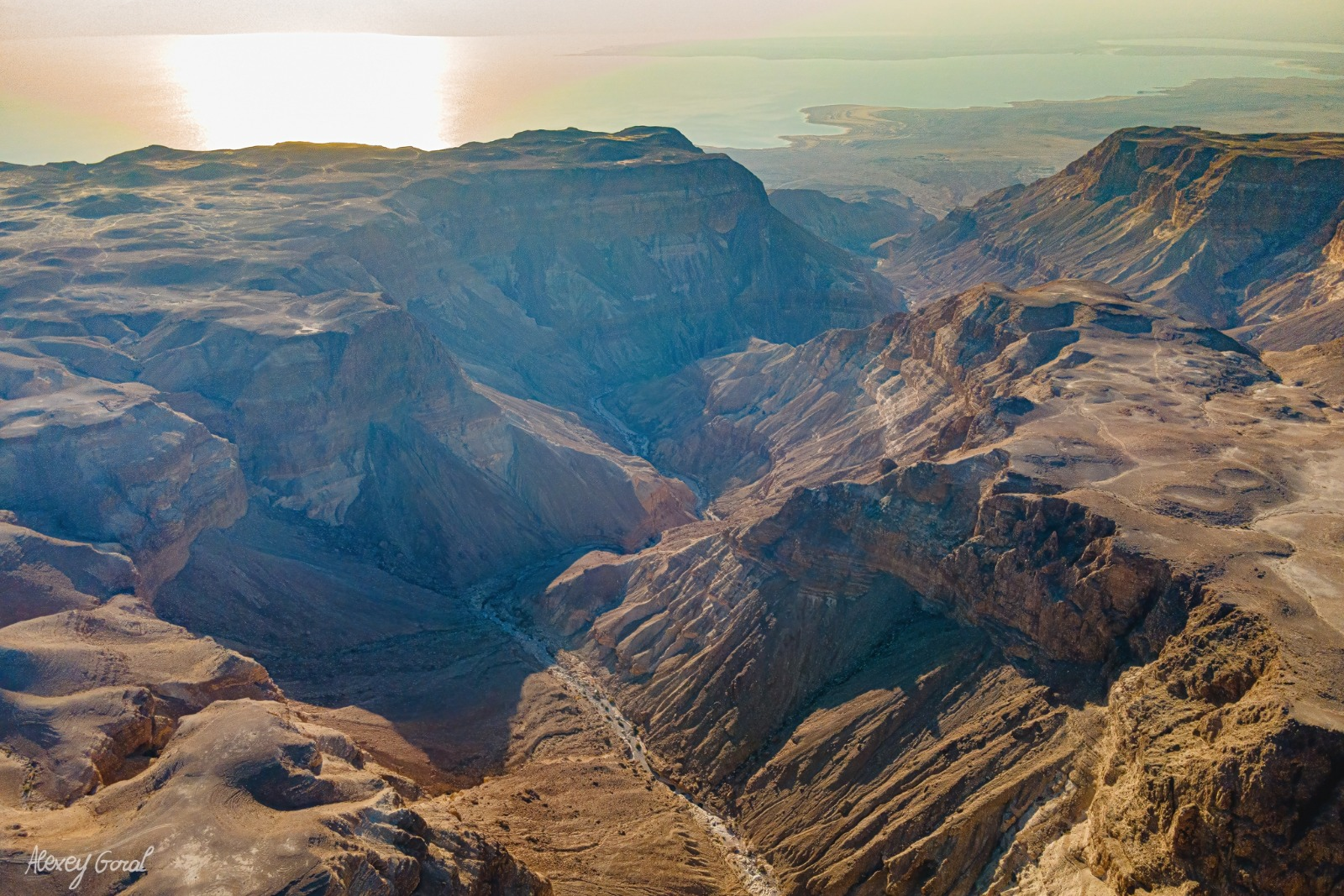
وادي ابو الحيات

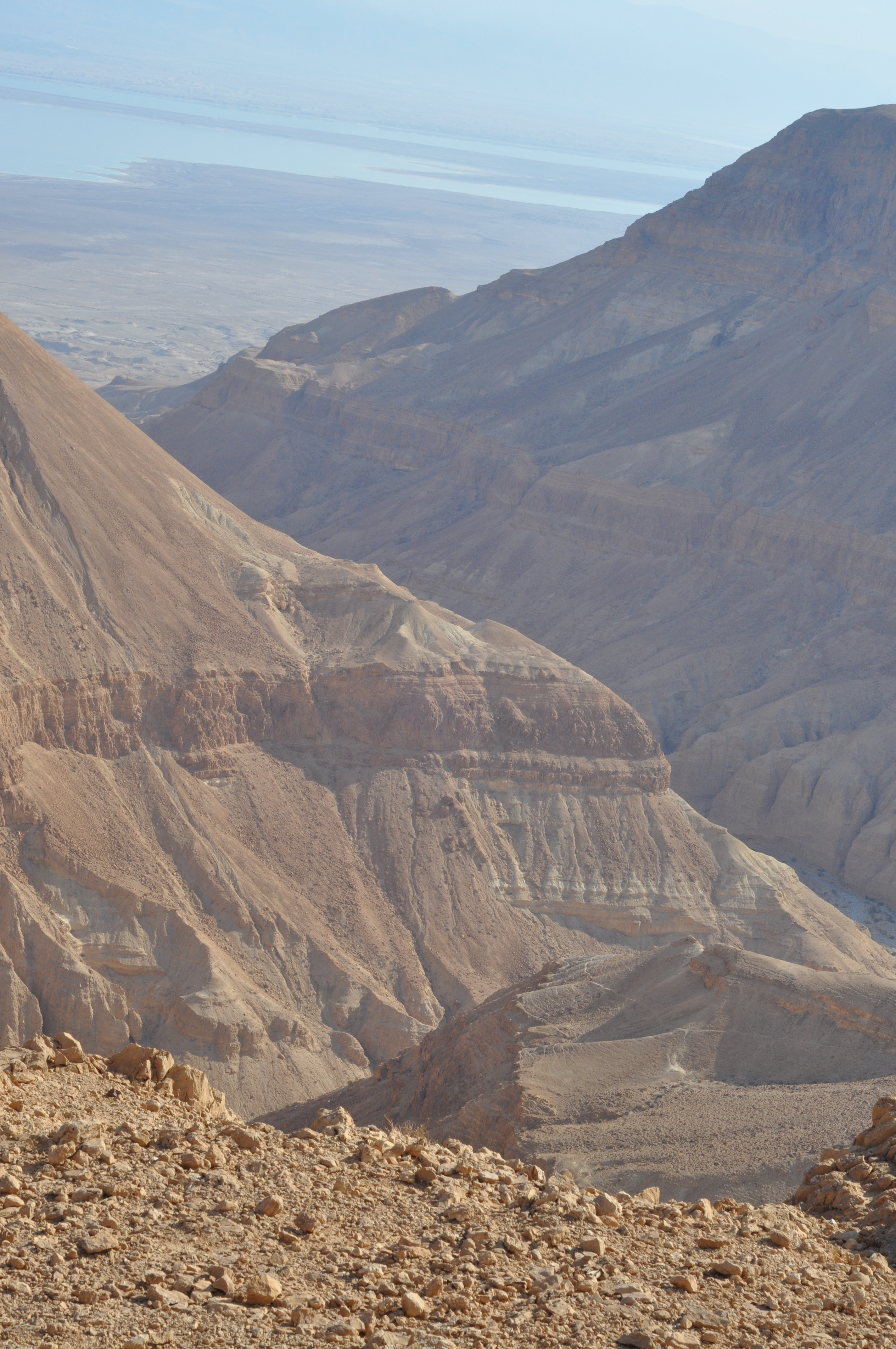
وادي ابو الحيات